# Goji

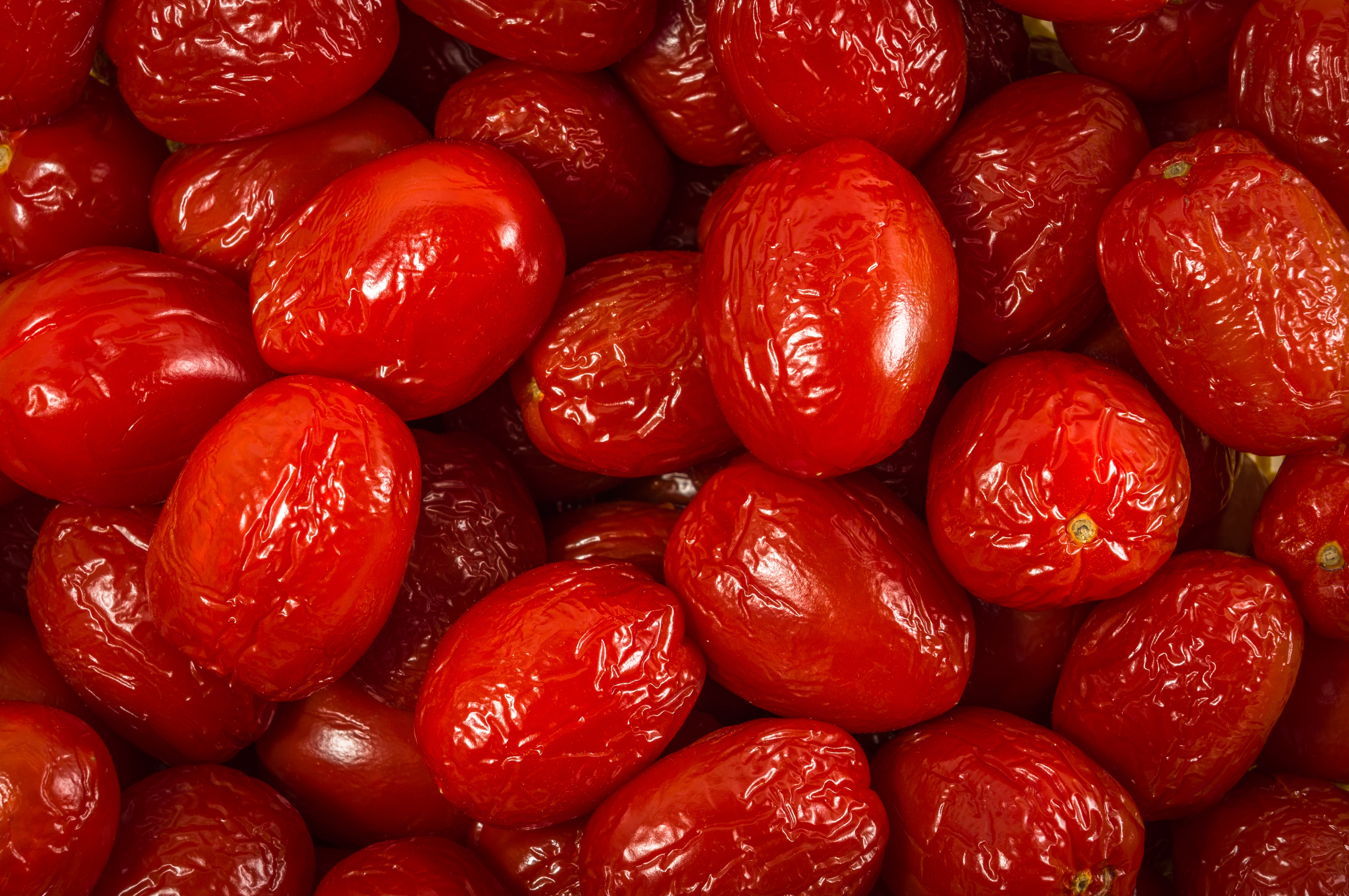
Gojis

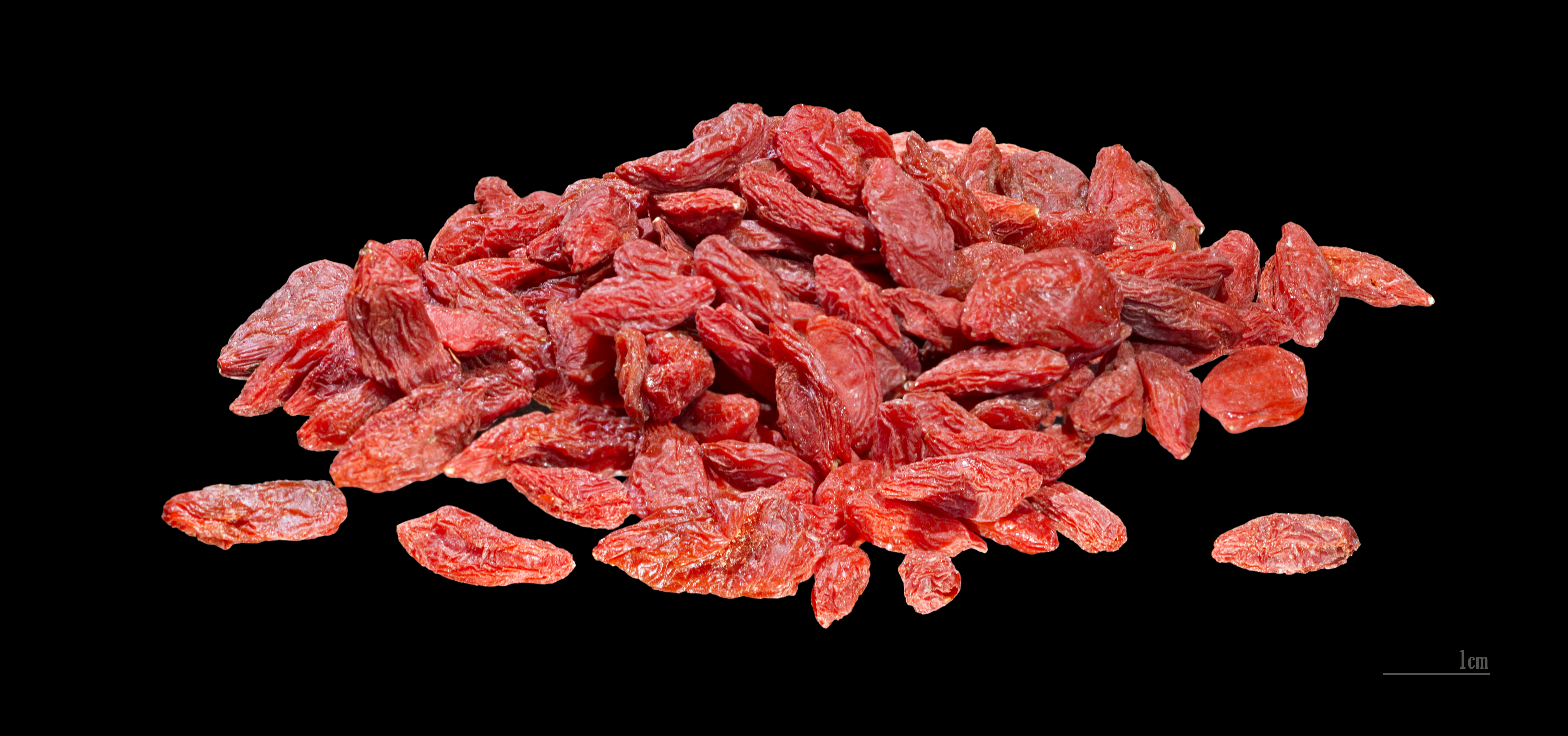
Gojis dessecats

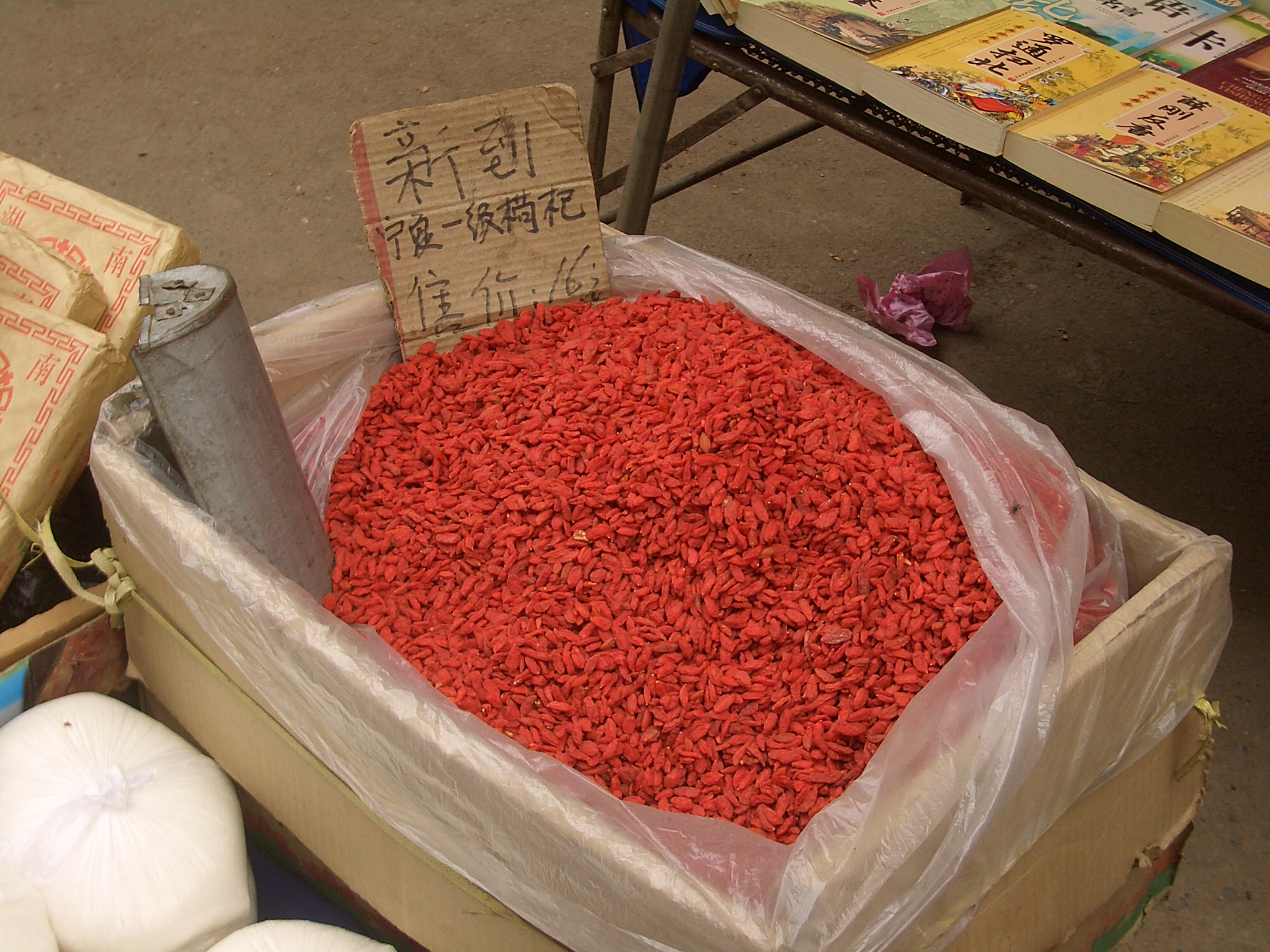
Una caixa plena de gojis

El goji, baies de goji o cireres goji són unes baies vermelles provenents de dues espècies del gènere Lycium, l'arç negre (Lycium barbarum) i una espècie similar l'arç de la Xina (Lycium chinense) (枸杞 o 枸杞 gǒuqǐ). Les dues espècies d'arbust són solanàcies (com els tomàquets, patates, pebrots i albergínies.

## Característiques
Actualment les baies d'aquests arbusts es comercialitzen a les nostres contrades com a part d'una dieta sana. Es troben generalment en forma de fruita dessecada. Es mengen barrejades amb musli, cereals d'esmorzar, amanides o amb iogurt. El seu gust és més aviat dolç, semblant al d'una pansa tot i que força més insípid.
Tot i que sovint es comercialitzen amb el nom de "baies tibetanes" les baies de goji no provenen del Tibet. Es cultiven generalment en extenses plantacions al nord de la Xina, especialment a les voreres del riu Groc, terres ubèrrimes. Segons la medicina tradicional xinesa, aquestes baies tenen la propietat d'augmentar la vitalitat i de contrarestar la fatiga. Tanmateix, els beneficis del goji que de vegades s'anuncien són sovint exagerats. Segons Emilio Martínez de Victoria, director de l'Instituto de Nutrición y Tecnología de los Alimentos de la Universitat de Granada, els gojis contenen els mateixos nutrients que les fruites i verdures tradicionals.